# Kober Kümmerly Frey Media
Die Kober-Kümmerly+Frey Media AG ist ein deutscher kartographischer Verlag mit Sitz in Köln.

## Geschichte
Die Gründung erfolgte im Jahr 1999 als gemeinsame Tochtergesellschaft der deutschen Kober-Verlag GmbH (gegr. 1982, Düsseldorf) und des Schweizer Kartenverlages Kümmerly+Frey AG (gegr. 1852, Bern).
Seit dem Jahr 2002 ist der Kober-Verlag alleiniger Aktionär.
1983 wurde bei Kober eine Comic-Serie namens Yeti produziert, die aber nach einer Ausgabe wieder eingestellt wurde.
2011 begann die Entwicklung von online vertriebenen digitalen Karten, die ihren Ursprung bei OpenStreetMap-Daten haben, und gestalterisch kundenorientiert aufbereitet werden. Im Dezember 2014 startete der Vertrieb über die Internet-Adresse www.mapz.com.

## Produkte und Wettbewerb
Kober-Kümmerly+Frey ist ein Verlag für kartografische Sonderanfertigungen. Neben klassischen Print-Produktionen für den Marketingbedarf von Unternehmen konzentriert sich der Verlag auf das Kartendesign und die Vergabe von Nutzungsrechten an Dritte. Unter dem Namen von Markenartikel-Anbietern sind ausgewählte Kartografien des Verlages auch im Handel erhältlich.
Der Verlag bietet über einen Online-Service die Möglichkeit, für den Druck und die Online-Darstellung optimierte Kartenausschnitte für private und gewerbliche Nutzungen auf den eigenen Rechner herunterzuladen.

## Downloadportal

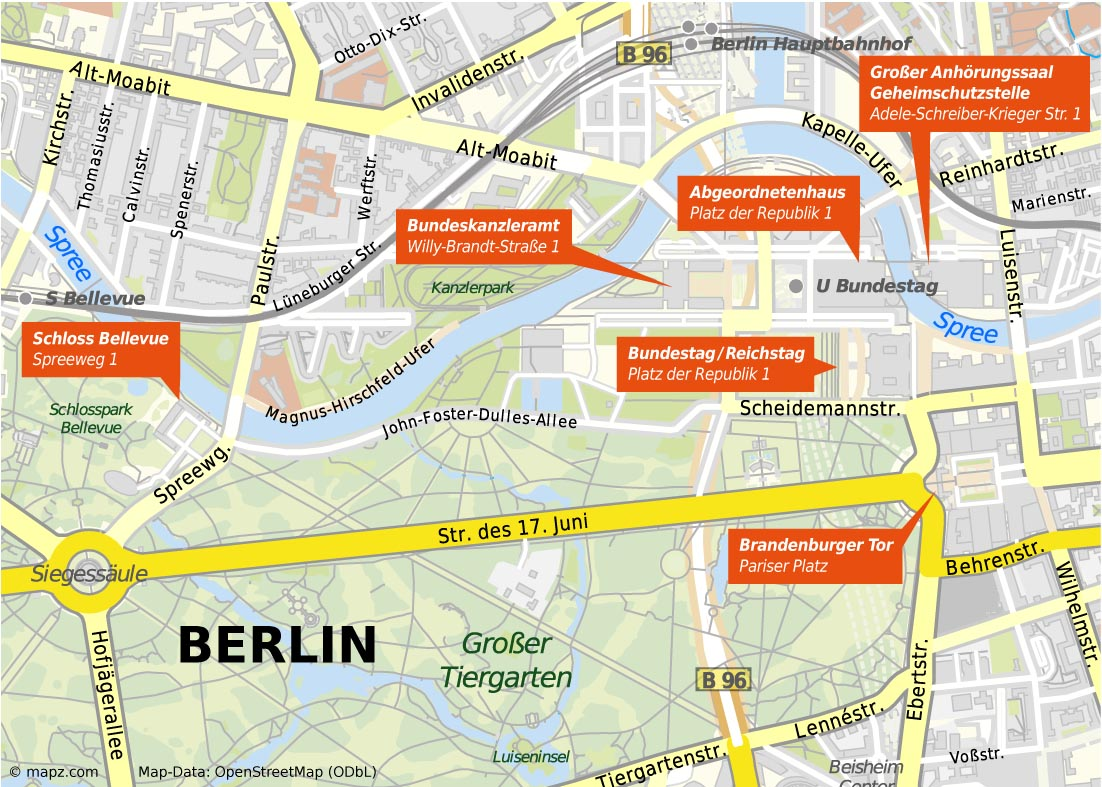
Stadtplan des Regierungsviertels in Berlin von mapz.com

Unter der Domain mapz.com bietet Kober-Kümmerly+Frey das Kartografie-Sortiment sowohl für Privatkunden als auch für Unternehmen zum Download an. Neben dem editierbaren EPS-Format können die Daten in bis zu 400 dpi als JPG oder PNG-Datei zur weiteren Verarbeitung auf den eigenen Rechner heruntergeladen werden.
Die Nutzung aller Karten, die unter mapz.com angeboten werden, ist für nichtkommerzielle Zwecke kostenfrei. Kober-Kümmerly+Frey versteht unter einer nichtkommerziellen Nutzung beispielsweise den rein privaten Einsatz – aber auch gemeinnützige Vereine und Organisationen, NGOs und Bildungseinrichtungen wie Kindergärten, Schulen und Universitäten dürfen die Karten kostenlos herunterladen und beliebig einsetzen.
Im Rahmen der Nachrichtenberichterstattung ist der Einsatz in beliebigen Mediengattungen online und offline kostenfrei.
Für Wikipedia-Artikel erteilt der Verlag die notwendige Freigabe/Permission auf Anfrage. Hintergrund für die Notwendigkeit der Freigabe ist das umfassende Nutzungsrecht, das mit einer Freigabe vom Verlag an Wikipedia und seine Nutzer abgetreten wird und daher im Einzelfall entschieden werden muss. In der Regel ist jedoch immer von einer Freigabe im Rahmen einer Creative Commons Attribution-Share Alike 4.0 International-Lizenz auszugehen.
Für den Einsatz der Karten in Unternehmen gibt es einfache Lizenzmodelle für Einzel-Downloads und Flatrates für Kunden mit regelmäßigem Bedarf.

## Kartografische Verfahren
In der Gründungszeit von Kümmerly+Frey, also Mitte des 19. Jahrhunderts, war es üblich, Kartenentwürfe mittels Tuschezeichnung anzufertigen. Auflagen wurden mittels Kupferstich im Tiefdruck erzeugt und die Drucke manuell mit Aquarellfarben eingefärbt. Diese handgefertigten Unikate waren zeitaufwändig, konnten jedoch bereits mit damaligen Mitteln die Kriterien für eine höchst ansprechende, ästhetische Karte erfüllen.
Im Laufe der Zeit änderten sich die Druckverfahren: Über die Lithographie, dem Druck mittels Solnhofener Kalksteinplatten im 20. Jahrhundert, kam man in den 1950er Jahren dazu, die einzelnen Kartenelemente farbgetrennt auf mehrere transparente Folien mit Tusche zu zeichnen oder einzugravieren, was eine flexiblere Darstellung ermöglichte. Diese Folien (sogenannte Originale), die jeweils die Kartenelemente einer Farbe oder eines Farbtons beinhalteten, wurden mittels reprotechnischer, fotochemischer Verfahren umkopiert, aufgerastert und zu einzelnen seitenverkehrten Folien, je eine pro Druckfarbe, zusammengeführt. Dieses Verfahren war langwierig und kostenintensiv.
Mit der Verfügbarkeit der ersten wirklich leistungsfähigen Apple Macintosh-Rechnern begann der Kober-Verlag 1994 mit der Umstellung der analogen Kartographien auf digitale Technik. Tuschezeichnungen gehören nun der Vergangenheit an und wurden durch Illustrationsprogramme wie Adobe Illustrator ersetzt. Die Ausgabe erfolgte als Farbseparation direkt auf für die Druckplatten geeignetes Filmmaterial.
Auch zwanzig Jahre später, im Jahr 2014, werden die grafischen Modifikationen an den Kartenwerken noch immer auf Apple Macintosh-Systemen umgesetzt. Die Zeichentechnik hat sich allerdings im Vergleich zu den 1990er Jahren grundlegend verändert.
Alle Basisdaten werden nun auf Basis der technologischen Plattform von mapz.com und den Daten des OpenStreetMap-Projektes auf leistungsfähigen Unix-Servern grafisch aufbereitet und interaktiv bereitgestellt. Die Ästhetik dieser computergenerierten Kartografie reicht nach mehrjähriger Entwicklungsarbeit von Kober-Kümmerly+Frey mittlerweile an die alten, handgezeichneten Kartenwerke heran und übertrifft sie teilweise sogar.